# Municipio de Berlin (condado de St. Clair)
El municipio de Berlin (en inglés: Berlin Township) es un municipio ubicado en el condado de St. Clair en el estado estadounidense de Míchigan. En el año 2010 tenía una población de 3285 habitantes y una densidad poblacional de 34,16 personas por km².

## Geografía
El municipio de Berlin se encuentra ubicado en las coordenadas 42°56′11″N 82°55′2″O / 42.93639, -82.91722. Según la Oficina del Censo de los Estados Unidos, el municipio tiene una superficie total de 96.17 km², de la cual 96,15 km² corresponden a tierra firme y (0,02 %) 0,02 km² es agua.

## Demografía
Según el censo de 2010, había 3285 personas residiendo en el municipio de Berlin. La densidad de población era de 34,16 hab./km². De los 3285 habitantes, el municipio de Berlin estaba compuesto por el 97,29 % blancos, el 0,55 % eran afroamericanos, el 0,27 % eran amerindios, el 0,4 % eran asiáticos, el 0,61 % eran de otras razas y el 0,88 % eran de una mezcla de razas. Del total de la población el 2,89 % eran hispanos o latinos de cualquier raza.